# Tetralonia commixtana
Tetralonia commixtana är en biart som beskrevs av Embrik Strand 1913. Tetralonia commixtana ingår i släktet Tetralonia och familjen långtungebin. Inga underarter finns listade i Catalogue of Life.